# Họ Bàng quang quả
Họ Bàng quang quả (danh pháp khoa học: Staphyleaceae) là một họ nhỏ chứa khoảng 2 chi và 45 loài thực vật có hoa trong bộ Crossosomatales, bản địa của Bắc bán cầu nhưng cũng có ở Nam Mỹ. Chi Staphylea, chi điển hình của họ này, chứa cây "bàng quang quả".

## Các chi
- Dalrympelea (bao gồm cả Kaernbachia, Ochranthe): 20-25 loài
- Staphylea (bao gồm cả Euscaphis, Turpinia, Triceros): 23 loài

### Chuyển đi
- Huertea: Thuộc về họ Tapisciaceae trong bộ Huerteales mới tạo ra gần đây.
- Tapiscia: Thuộc về họ Tapisciaceae trong bộ Huerteales mới tạo ra gần đây.